# 尚衛
尚衛（1950年8月18日—）是琉球國第二尚氏王室第二十三代直系後人（當主），尚裕的長男，琉球王国尚泰王玄孫。

## 生平
尚衛於1950年出生於日本東京，他是那霸市榮譽市民尚裕之子，母親為尚啓子。他畢業於玉川大學，後於桑福德大學取得工商管理碩士（MBA）學位。尚衛現居住於日本三重縣伊勢市。他致力於傳承琉球文化。2017年，應琉球人的要求，他決定恢復供養琉球王室祖先的傳統祭祀「清明祭」。2018年4月6日，他曾返回琉球，在玉陵舉行「清明祭」。1970年代，他的雙親來到玉陵舉行清明祭以後，這是45年以來的首次清明祭。此後每年都會舉行清明祭。2019年5月，他成立了一般社團法人性質的琉球歷史文化繼承振興會，自任代表理事。尚衛共有子女四人：尚孝之、尚陽輔、尚猛、尚滿喜。尚衛之女尚滿喜現任第21代聞得大君。